# Делос
Делос (на гръцки: Δήλος, на старогръцки произнасяно Делос, на новогръцки Дилос) е остров в западната част на Егейско море. Най-малкият от Цикладите, разположен приблизително в средата им. Дължината му е 4,5 км, а в най-широката си част е 1,3 км. В Древна Гърция се считал за свещен, тъй като там съгласно митовете, Лето родила близнаците Артемида и Аполон.
Съгласно мита, някога Делос бил плаващ остров, блуждаещ по морета, докато Зевс не заповядал на Посейдон да го застопори на едно място, за да може на него да се скрие и роди бременната Лето.
Дълго време малкият град Делос се изхранвал с доходите от храма на Аполон, който имал култово значение. Религиозната му роля бил толкова голяма, че след 426 пр.н.е. било забранено на него да се раждат и умират хора. По-късно станал крупен център на международна търговия и особено се прославил като най-големия в Средиземноморието пазар на роби. По сведения на Страбон, в пристанището на Делос ежедневно се купували и продавали десетки хиляди роби. Делос бил столица на Делоския съюз, който е основан 478 – 477 г. пр.н.е. На Делос се съхранявала хазната на съюза и там се провеждали срещите на съюзниците.
В наши дни на Делос няма постоянни обитатели. Островът се използва като музей под открито небе, който в понеделник има почивен ден и островът е „затворен“. Археолозите са успели да открият останките на три светилища на Аполон, храм на Артемида, храм на бог Тритон, храм на Хера, Тераса на лъвовете и други светилища.
През 1990 г. ЮНЕСКО вписва Делос в списъка на световното наследство. Там са посочени следните обекти:

## Забележителности
- Агора на компеталиастите
- Делоски храм в дорийски стил
- Минойски фонтан
- Терасата на лъвовете – 7 век пр.н.е.
- Стойвадеон – Храм на Дионис
- Храм на Изида
- Храм на Хера
- Къща на Дионисий